# Stary cmentarz żydowski w Sokołowie Podlaskim
Stary cmentarz żydowski w Sokołowie Podlaskim – kirkut powstał w XIX wieku. Mieścił się przy ul. Magistrackiej. W czasie II wojny światowej hitlerowcy zdewastowali kirkut. Po 1945 na jego miejscu założono park miejski. Nie zachował się żaden ślad materialny po nekropolii.